# Fortress Rocks
Fortress Rocks är en kulle i Antarktis. Den ligger i Östantarktis. Nya Zeeland gör anspråk på området. Toppen på Fortress Rocks är 189 meter över havet.
Terrängen runt Fortress Rocks är platt åt sydväst, men åt nordost är den kuperad. Havet är nära Fortress Rocks åt sydväst. Trakten är glest befolkad. Närmaste befolkade plats är McMurdo Station, 0,48 kilometer norr om Fortress Rocks. 